# Malta Government Gazette
Malta Government Gazette (malt. Gazzetta tal-Gvern ta’ Malta, wł. Gazzetta del Governo di Malta) – dziennik urzędowy publikowany przez Departament Informacji rządu Malty. Po raz pierwszy została opublikowana w 1813, kiedy wyspa była kolonią brytyjską i nadal ukazywała się po uzyskaniu przez Maltę niepodległości w 1964. Gazeta jest wydawana w języku maltańskim i angielskim; poprzednie wydania ukazywały się też w języku włoskim lub kombinacji niektórych lub wszystkich trzech języków. Od 2015 gazeta publikowana jest w wersji cyfrowej, a do celów archiwalnych drukowana jest tylko ograniczona liczba egzemplarzy.

## Historia publikacji
Za poprzednika „Malta Government Gazette” jest uważany „Journal de Malte”, gazeta, która była publikowana podczas francuskiej okupacji Malty w 1798. Po ustanowieniu rządów brytyjskich na Malcie w 1800, rząd wydawał kilka gazet pod różnymi tytułami: „Foglio d’Avvisi” (1803–1804), „L’Argo” (1804), „Il Cartaginese” (1804–1805) i „Giornale di Malta” (1812–1813).
Pierwsze wydanie „Gazzetta del Governo di Malta” zostało opublikowane 27 października 1813, a pierwsze wydanie zatytułowane „Malta Government Gazette” w języku angielskim 7 sierpnia 1816. Zanim w 1839 została ustanowiona wolność prasy, gazeta była jedyną wydawaną na wyspach. Od 1930 czasopismo zaczęło ukazywać się w trzech językach: angielskim, maltańskim i włoskim.
Od czasu uzyskania przez Maltę niepodległości w 1964 gazeta była publikowana w języku maltańskim i angielskim, pod maltańskim tytułem „Gazzetta tal-Gvern ta’ Malta”. W 2015 zrezygnowano z wydań drukowanych czasopisma na rzecz wersji cyfrowych, a te ostatnie są dostępne na stronie Departamentu Informacji. Od tego czasu wydrukowano jedynie 25 egzemplarzy papierowych każdego wydania biuletynu, a są one przechowywane w Departamencie Informacji oraz w Bibliotece Narodowej Malty.
Departament Informacji posiada zarchiwizowane gazety wydawane od 1813.